# WTA de Indian Wells
O WTA de Indian Wells – ou BNP Paribas Open, atualmente – é um torneio de tênis profissional feminino, de nível WTA 1000.
Realizado em Indian Wells, no estado da Califórnia, nos Estados Unidos, estreou em 1989, mas somente a partir de 2000 que estreou no  Indian Wells Tennis Garden, quando este foi inaugurado. Os jogos são disputados em quadras duras durante o mês de março. É um dos únicos torneios não-Slam - junto de Miami – que se estende por duas semanas, incluindo os qualificatórios. Até 1996, o torneio feminino acontecia uma semana antes do masculino, quando, no ano seguinte, os dois eventos se tornaram paralelos.
O BNP Paribas Open foi oficialmente declarado pela WTA como o "melhor torneio 1000 do ano" na temporada de 2023, sendo essa a décima vez consecutiva e a décima quarta no geral.

## Boicote das irmãs Williams
Serena Williams e Venus Williams, duas jogadoras norte-americanas muito bem-sucedidas, boicotaram o torneio por mais de dez anos, alegando ter sofrido insultos raciais do público.
Durante a edição de 2001, as irmãs se enfrentariam na semifinal, mas Venus estava lesionada, e desistiu. Na final contra Kim Clijsters, Serena foi vaiada e, segundo ela e seu pai, ter se aflingido de tais agressões verbais.
Mesmo com ameaças de sanções financeiras ou de pontos nos rankings, elas permaneceram irredutíveis até 2015, quando Serena voltou a pisar nas quadras do torneio. Venus seguiria a irmã somente no seguinte.

## Finais

### Simples
| Ano                                                         | Campeã                 | Vice-campeã         | Resultado       |
| ----------------------------------------------------------- | ---------------------- | ------------------- | --------------- |
| 2025                                                        | Mirra Andreeva         | Aryna Sabalenka     | 2–6, 6–4, 6–3   |
| 2024                                                        | Iga Świątek            | Maria Sakkari       | 6–4, 6–0        |
| 2023                                                        | Elena Rybakina         | Aryna Sabalenka     | 7–611, 6–4      |
| 2022                                                        | Iga Świątek            | Maria Sakkari       | 6–4, 6–1        |
| 2021                                                        | Paula Badosa           | Victoria Azarenka   | 7–65, 6–2, 7–62 |
| Torneio não realizado em 2020 devido à pandemia de COVID-19 |                        |                     |                 |
| 2019                                                        | Bianca Andreescu       | Angelique Kerber    | 6–4, 3–6, 6–4   |
| 2018                                                        | Naomi Osaka            | Daria Kasatkina     | 6–3, 6–2        |
| 2017                                                        | Elena Vesnina          | Svetlana Kuznetsova | 66–7, 7–5, 6–4  |
| 2016                                                        | Victoria Azarenka      | Serena Williams     | 6–4, 6–4        |
| 2015                                                        | Simona Halep           | Jelena Janković     | 2–6, 7–5, 6–4   |
| 2014                                                        | Flavia Pennetta        | Agnieszka Radwańska | 6–2, 6–1        |
| 2013                                                        | Maria Sharapova        | Caroline Wozniacki  | 6–2, 6–2        |
| 2012                                                        | Victoria Azarenka      | Maria Sharapova     | 6–2, 6–3        |
| 2011                                                        | Caroline Wozniacki     | Marion Bartoli      | 6–1, 2–6, 6–3   |
| 2010                                                        | Jelena Janković        | Caroline Wozniacki  | 6–2, 6–4        |
| 2009                                                        | Vera Zvonareva         | Ana Ivanović        | 7–65, 6–2       |
| 2008                                                        | Ana Ivanović           | Svetlana Kuznetsova | 6–4, 6–3        |
| 2007                                                        | Daniela Hantuchová     | Svetlana Kuznetsova | 6–3, 6–4        |
| 2006                                                        | Maria Sharapova        | Elena Dementieva    | 6–1, 6–2        |
| 2005                                                        | Kim Clijsters          | Lindsay Davenport   | 6–4, 4–6, 6–2   |
| 2004                                                        | Justine Henin-Hardenne | Lindsay Davenport   | 6–1, 6–4        |
| 2003                                                        | Kim Clijsters          | Lindsay Davenport   | 6–4, 7–5        |
| 2002                                                        | Daniela Hantuchová     | Martina Hingis      | 6–3, 6–4        |
| 2001                                                        | Serena Williams        | Kim Clijsters       | 4–6, 6–4, 6–2   |
| 2000                                                        | Lindsay Davenport      | Martina Hingis      | 4–6, 6–4, 6–0   |
| 1999                                                        | Serena Williams        | Steffi Graf         | 6–3, 3–6, 7–5   |
| 1998                                                        | Martina Hingis         | Lindsay Davenport   | 6–3, 6–4        |
| 1997                                                        | Lindsay Davenport      | Irina Spîrlea       | 6–2, 6–1        |
| 1996                                                        | Steffi Graf            | Conchita Martínez   | 7–6, 7–6        |
| 1995                                                        | Mary Joe Fernández     | Natasha Zvereva     | 6–4, 6–3        |
| 1994                                                        | Steffi Graf            | Amanda Coetzer      | 6–0, 6–4        |
| 1993                                                        | Mary Joe Fernández     | Amanda Coetzer      | 3–6, 6–1, 7–6   |
| 1992                                                        | Monica Seles           | Conchita Martínez   | 6–3, 6–1        |
| Torneio não realizado em 1991                               |                        |                     |                 |
| 1990                                                        | Martina Navrátilová    | Helena Suková       | 6–2, 5–7, 6–1   |
| 1989                                                        | Manuela Maleeva        | Jenny Byrne         | 6–4, 6–1        |

### Duplas
| Ano                                                         | Campeãs                               | Vice-campeãs                               | Resultado         |
| ----------------------------------------------------------- | ------------------------------------- | ------------------------------------------ | ----------------- |
| 2025                                                        | Asia Muhammad Demi Schuurs            | Tereza Mihalíková Olivia Nicholls          | 6–2, 7–64         |
| 2024                                                        | Hsieh Su-wei Elise Mertens            | Storm Hunter Kateřina Siniaková            | 6–3, 6–4          |
| 2023                                                        | Barbora Krejčíková Kateřina Siniaková | Beatriz Haddad Maia Laura Siegemund        | 6–1, 36–7, [10–7] |
| 2022                                                        | Xu Yifan Yang Zhaoxuan                | Asia Muhammad Ena Shibahara                | 7–5, 7–64         |
| 2021                                                        | Hsieh Su-wei Elise Mertens            | Veronika Kudermetova Elena Rybakina        | 7–61, 6–3         |
| Torneio não realizado em 2020 devido à pandemia de COVID-19 |                                       |                                            |                   |
| 2019                                                        | Elise Mertens Aryna Sabalenka         | Barbora Krejčíková Kateřina Siniaková      | 6–3, 6–2          |
| 2018                                                        | Hsieh Su-wei Barbora Strýcová         | Ekaterina Makarova Elena Vesnina           | 6–4, 6–4          |
| 2017                                                        | Chan Yung-jan Martina Hingis          | Lucie Hradecká Kateřina Siniaková          | 7–64, 6–2         |
| 2016                                                        | Bethanie Mattek-Sands Coco Vandeweghe | Julia Görges Karolína Plíšková             | 4–6, 6–4, [10–6]  |
| 2015                                                        | Martina Hingis Sania Mirza            | Ekaterina Makarova Elena Vesnina           | 6–3, 6–4          |
| 2014                                                        | Hsieh Su-wei Peng Shuai               | Cara Black Sania Mirza                     | 7–65, 6–2         |
| 2013                                                        | Ekaterina Makarova Elena Vesnina      | Nadia Petrova Katarina Srebotnik           | 6–0, 5–7, [10–6]  |
| 2012                                                        | Liezel Huber Lisa Raymond             | Sania Mirza Elena Vesnina                  | 6–2, 6–3          |
| 2011                                                        | Sania Mirza Elena Vesnina             | Bethanie Mattek-Sands Meghann Shaughnessy  | 6–0, 7–5          |
| 2010                                                        | Květa Peschke Katarina Srebotnik      | Nadia Petrova Samantha Stosur              | 6–4, 2–6, [10–5]  |
| 2009                                                        | Victoria Azarenka Vera Zvonareva      | Gisela Dulko Shahar Pe'er                  | 6–4, 3–6, [10–5]  |
| 2008                                                        | Dinara Safina Elena Vesnina           | Yan Zi Zheng Jie                           | 6–1, 1–6, [10–8]  |
| 2007                                                        | Lisa Raymond Samantha Stosur          | Chan Yung-Jan Chuang Chia-jung             | 6–3, 7–5          |
| 2006                                                        | Lisa Raymond Samantha Stosur          | Virginia Ruano Pascual Meghann Shaughnessy | 6–2, 7–5          |
| 2005                                                        | Virginia Ruano Pascual Paola Suárez   | Nadia Petrova Meghann Shaughnessy          | 7–63, 6–1         |
| 2004                                                        | Virginia Ruano Pascual Paola Suárez   | Svetlana Kuznetsova Elena Likhovtseva      | 6–1, 6–2          |
| 2003                                                        | Lindsay Davenport Lisa Raymond        | Kim Clijsters Ai Sugiyama                  | 3–6, 6–4, 6–1     |
| 2002                                                        | Lisa Raymond Rennae Stubbs            | Elena Dementieva Janette Husárová          | 7–5, 6–0          |
| 2001                                                        | Nicole Arendt Ai Sugiyama             | Virginia Ruano Pascual Paola Suárez        | 6–4, 6–4          |
| 2000                                                        | Lindsay Davenport Corina Morariu      | Anna Kournikova Natasha Zvereva            | 6–2, 6–3          |
| 1999                                                        | Martina Hingis Anna Kournikova        | Mary Joe Fernández Jana Novotná            | 6–2, 6–2          |
| 1998                                                        | Lindsay Davenport Natasha Zvereva     | Alexandra Fusai Nathalie Tauziat           | 6–4, 2–6, 6–4     |
| 1997                                                        | Lindsay Davenport Natasha Zvereva     | Lisa Raymond Nathalie Tauziat              | 7–5, 6–2          |
| 1996                                                        | Chanda Rubin Brenda Schultz-McCarthy  | Julie Halard-Decugis Nathalie Tauziat      | 6–1, 6–4          |
| 1995                                                        | Lindsay Davenport Lisa Raymond        | Larisa Neiland Arantxa Sánchez Vicario     | 2–6, 6–4, 6–3     |
| 1994                                                        | Lindsay Davenport Lisa Raymond        | Manon Bollegraf Helena Suková              | 6–2, 6–4          |
| 1993                                                        | Rennae Stubbs Helena Suková           | Ann Grossman Patricia Hy                   | 6–3, 6–4          |
| 1992                                                        | Claudia Kohde-Kilsch Stephanie Rehe   | Jill Hetherington Kathy Rinaldi            | 6–3, 6–3          |
| Torneio não realizado em 1991                               |                                       |                                            |                   |
| 1990                                                        | Jana Novotná Helena Suková            | Gigi Fernández Martina Navrátilová         | 6–2, 7–66         |
| 1989                                                        | Hana Mandlíková Pam Shriver           | Rosalyn Fairbank Gretchen Magers           | 6–3, 46–7, 6–3    |